# Bom Sinal
A companhia cearense Bom Sinal (razão social Bom Sinal Indústria e Comércio Ltda.) foi uma empresa brasileira, fabricante de Veículo Leve sobre Trilhos, ou Transporte Rápido Automotriz (Tram), fundada em 1998, no município de Barbalha, (Ceará). A empresa forneceu VLTs para a CBTU, para a Metrofor e para o Metrô de Teresina, além dos projetos cancelados dos VLTs de Macaé e São Luís. Foi ainda a responsável pela reforma dos TUEs do Metrofor. A empresa encontra-se atualmente inapta, após ter passado um período em recuperação judicial.

## Produtos
Os VLTs modelo Mobile 2, Mobile 3 e Mobile 4 fabricados pela Bom Sinal, trata-se de um Trem unidade diesel-hidráulico (TUDH), construído em aço galvanizado, com sistema hidráulico fornecido pela Voith (Power Pack) e participação da empresa Trends. São veículos ferroviários leves de passageiros para transito urbano e suburbano, cujas principais características são:
- Motorização diesel
- Tração diesel-hidráulica
- Bidirecional
- Bitola métrica
- Ar condicionado
- Passagem entre os carros (tipo Gangway)

Na tabela a baixo estão reunidas as TUDHs e TUEs produzidos ou encomendados junto a Bom Sinal.
| Modelo    | Bitola (m) | Ano de Fabricação | Adquirente Inicial | Frota Total VLTs | Frota Total Carros | Linhas de Operação                                  | Obs.:                                                                                             |
| --------- | ---------- | ----------------- | ------------------ | ---------------- | ------------------ | --------------------------------------------------- | ------------------------------------------------------------------------------------------------- |
| Mobile 2  | 1,00       | 2008/09           | Metrô do Cariri    | 3                | 6                  | Linha Central                                       | 2 em Operação e Um Reserva                                                                        |
| Mobile 2  | 1,00       | 2012              | VLT de São Luís    | 1                | 2                  | Linha 1 (Centro – São Cristóvão)                    | obras paralisadas                                                                                 |
| Mobile 4  | 1,00       | Em produção       | Metrofor           | 6                | 24                 | Linha Oeste                                         | Previsão de início da entrega em julho de 2010                                                    |
| Mobile 3  | 1,00       | 2012              | Metrorec           | 9                | 27                 | Linha Cajueiro Seco–Cabo Linha Curado–Cajueiro Seco | 2 e 1 respectivamente em operação                                                                 |
| Mobile 3  | 1,00       | 2014-Em produção  | STU - João Pessoa  | 8                | 24                 | Linha Santa Rita ↔ Cabedelo                         | 4 em operação                                                                                     |
| Mobile 3  | 1,00       | 2014-Em produção  | STU - Natal        | 12               | 36                 | Linha Norte Linha Sul                               | 3 em operação                                                                                     |
| Mobile 3  | 1,00       | Operação          | VLT de Maceió      | 8                | 24                 | Linha Central                                       |                                                                                                   |
| Mobile 2  | 1,00       | Operação          | VLT de Sobral      | 5                | 10                 | Linhas Norte e Sul                                  | 4 em Operação e um Reserva                                                                        |
| Mobile 4  | 1,00       | Licitado          | Metrofor           | 14               | 56                 | Linha Parangaba-Mucuripe (CE)                       |                                                                                                   |
| Mobile 3  | 1,00       | 2017 / 2018       | Metrô de Teresina  | 3                | 9                  | Linha 1 do Metrô de Teresina                        | 1ª unidade - em operação 2ª unidade - em testes em Teresina 3ª unidade - recém-chegada à Teresina |
| Protótipo | 1,00       | Protótipo         | Itaipu Binacional  | 1                | 1                  | ?                                                   | Protótipo desenvolvido em parceria com Itaipu                                                     |
| TOTAL     |            |                   |                    | 72               | 220                |                                                     |                                                                                                   |

## Novos Projetos
Visando o atendimento dos novos pedidos do Metrofor e Metrorec será construída uma nova fabrica em Juazeiro do Norte, com investimentos de cerca de 50 milhões de reais.
Desde 2011 possui parceria com a empresa alemã VOSSLOH para fabricação de VLT elétrico.
Foram iniciados, em novembro de 2012, estudos, em parceria com Itaipu para desenvolvimento de um VLT elétrico com tecnologia nacional (ou TUE), o projeto é dividido em duas fases, com prazo total de 3 anos. Segundo estimativas iniciais o VLT com tração elétrica poderia alcançar 170 km/h.
O projeto, chamado de CPDM-VE, conta com apoio governamental, e espera-se que o primeiro protótipo fique pronto no final de 2014, onde rodará em uma pequena linha de testes em Itaipu, e o VLT esteja totalmente pronto para uso comercial no início de 2016.

## Encerramento das atividades
Desde 2019 a empresa encontrou-se em recuperação judicial. Em 2018, um acórdão do Tribunal de Contas da União impediu a CBTU de realizar pagamentos à empresa, com alegação de superfaturamento. Em 28/11/2022, seu status perante a Receita Federal é inapta.
O antigo diretor-comercial da Bom Sinal é um dos sócios da Mob Railway, de forma que esta pode ser considerada em alguma medida sua sucessora.